# Zvonimirovac
Zvonimirovac je selo u općini Čađavica, nastalo 1922. godine doseljavanjem ljudi uglavnom iz Hrvatskog zagorja, koji su od Državne poljodjeljske banke kupili svoje posjede nekadašnje pustare Žutija – Adolfovac. 

## Povijest
U središtu sela i danas se nalazi dvorac grofa Adolfa von Lippe, a samo imanje zvalo se Adolfovac, po čemu je i samo mjesto dugo nosio svoje ime. Nakon Drugoga svjetskog rata, Adolfovac mijenja ime u Zvonimirovac po prvopoginulom mještaninu – borcu Zvonimiru Cecelji.
Jako raseljavanje Zvonimirovac je, kao i većina drugih krajeva doživio u vrijeme odlaska ljudi na rad u zemlje Srednje Europe, te odlaskom u velike gradove, osobito u Zagreb i Osijek; shodno tome i sada u tim gradovima djeluju klubovi Zvonimirovčana koji broje više članova nego što Zvonimirovac danas ima stanovnika.
Dan koji Zvonimirovčani slave kao svoj kirvaj je blagdan sv. Roka, ali ga mještani i njihovi gosti slave uvijek u nedjelju iza blagdana sv. Roka (ili na sam blagdan ako isti pada nedjeljom), te je u mjestu slogom mještana izgrađena i crkva sv. Roka još tijekom 1970-ih.
O Zvonimirovcu je izdana i monografija Zlatka Oštarijaša povodom 60.-te obljetnice doseljavanja i osnutka sela.

## Stanovništvo
| broj stanovnika |       | 144   | 158   | 155   | 159   | 184   | 145   | 845   | 1058  | 1150  | 998   | 818   | 572   | 441   | 341   | 253   | 192   |
|                 | 1857. | 1869. | 1880. | 1890. | 1900. | 1910. | 1921. | 1931. | 1948. | 1953. | 1961. | 1971. | 1981. | 1991. | 2001. | 2011. | 2021. |

## Vanjske poveznice
- Čađavica[neaktivna poveznica]
- Virovitički list[neaktivna poveznica] Devedeset godina borbe za napredak
- RTL  Arhivirana inačica izvorne stranice od 5. ožujka 2008. (Wayback Machine) Emma divljala i po Hrvatskoj